# Greta Schröder
Greta Schröder, pseudonimo di Margarethe Schröder (Düsseldorf, 27 giugno 1892 – Berlino, 8 giugno 1980), è stata un'attrice tedesca.
È principalmente ricordata per il ruolo della moglie di Thomas Hutter (e vittima del Conte Orlok) interpretato nel celebre capolavoro del cinema muto Nosferatu il vampiro del 1922. Nel film del 2000 L'ombra del vampiro, viene rappresentata come una celebre attrice dell'epoca di Nosferatu, ma in realtà era ancora poco conosciuta. Attiva prevalentemente negli anni venti, continuò a recitare sempre più sporadicamente fino agli anni cinquanta, soprattutto in produzioni tedesche. Dopo un primo matrimonio con l'attore Ernst Matray, si risposò con il regista-attore Paul Wegener.
Secondo quanto affermato dallo scrittore austriaco Kay Weniger, Greta Schröder morì nel 1980, sebbene altre fonti indichino come data del decesso il 1967.

## Filmografia
- Die Insel der Seligen, regia di Max Reinhardt (1913)
- Il Golem - Come venne al mondo, regia di Carl Boese e Paul Wegener (1920)
- Die geschlossene Kette, regia di Paul L. Stein (1920)
- Der verlorene Schatten, regia di Rochus Gliese (1921)
- Zirkus des Lebens, regia di Johannes Guter (1921)
- Marizza, detta la signora dei contrabbandieri (Marizza), regia di F.W. Murnau (1922)
- Nosferatu il vampiro (Nosferatu, eine Symphonie des Grauens), regia di F.W. Murnau (1922)
- Es leuchtet meine Liebe, regia di Paul L. Stein (1922)
- Brüder, regia di (1923)
- Paganini, regia di Heinz Goldberg (1923)
- Die zwölfte Stunde - Eine Nacht des Grauens (versione rimontata e sonorizzata di Nosferatu)
- La grande imperatrice (Victoria the Great), regia di Herbert Wilcox (1937)
- Sixty Glorious Years, regia di Herbert Wilcox (1938)
- Großstadtmelodie, regia di Wolfgang Liebeneiner (1943)
- Wildvogel, regia di Johannes Meyer (1943)
- La cittadella degli eroi (Kolberg), regia di Veit Harlan (1944)
- Sterne über Colombo , regia di Veit Harlan (1953)
- Antonio e Virgoletta (Pünktchen und Anton), regia di Thomas Engel (1953)
- La prigioniera del maharajah (Die Gefangene des Maharadscha), regia di Veit Harlan (1954)

## Riferimenti nella cultura di massa
- Nel film L'ombra del vampiro del 2000, che racconta la produzione di Nosferatu, Greta Schröder è interpretata da Catherine McCormack.